# Chamaecrista bahiae
Chamaecrista bahiae är en ärtväxtart som först beskrevs av Howard Samuel Irwin, och fick sitt nu gällande namn av Howard Samuel Irwin och Rupert Charles Barneby. Chamaecrista bahiae ingår i släktet Chamaecrista och familjen ärtväxter. Inga underarter finns listade i Catalogue of Life.